# Sica (Waffe)
Die Sica war ein einschneidiger, geschwungener Dolch oder auch ein kurzes Schwert thrakisch-illyrischen Ursprungs. In Rom wurde die Sica hauptsächlich von Räuberbanden benutzt, was diesen Banden den Namen sicarii einbrachte, bekannt sind vor allem die jüdischen Widerstandskämpfer, die Sikarier. Die Waffe wurde auch von den Thraeces benutzt, einer bestimmten Art von Gladiatoren.
In der römischen Rechtsprechung, in der in solchen Dingen streng unterschieden wurde, wurde die Sica als unehrenhafte Waffe angesehen.